# ドム・ヌニェス
ドミニク・マニュエル・ヌニェス（Dominic Manuel Nunez, 1995年1月17日 - ）は、アメリカ合衆国カリフォルニア州エルクグローブ出身のプロ野球選手（捕手）。右投左打。MLBのシカゴ・カブス傘下所属。

## 経歴

### プロ入り前
2012年に行われたWBSC U-18ワールドカップのアメリカ代表に選ばれた。

### プロ入りとロッキーズ時代
2013年のMLBドラフト6巡目（全体169位）でコロラドロッキーズに指名され、プロ入り。契約後、傘下のパイオニアリーグのルーキー級グランドジャンクション・ロッキーズでプロデビュー。55試合で打率.200、3本塁打、23打点を記録した。
2014年もルーキー級グランドジャンクションでプレーし、46試合に出場して打率.313、8本塁打、40打点を記録した。
2015年はA級アッシュビル・ツーリスツでプレーし、104試合に出場して打率.282、13本塁打、53打点を記録した。
2016年はA+級モデスト・ナッツでプレーし、105試合に出場して打率.241、10本塁打、51打点を記録した。
2017年はAA級ハートフォード・ヤードゴーツでプレーし、95試合に出場して打率.202、11本塁打、28打点を記録した。
2018年もAA級ハートフォードでプレーし、92試合に出場して打率.222、9本塁打、42打点を記録した。
2019年は開幕をAAA級アルバカーキ・アイソトープスで迎え、打率.244、17本塁打、42打点を記録した。8月13日にはメジャー契約を結んでアクティブ・ロースター入りし、同日のアリゾナ・ダイヤモンドバックス戦でヨアン・ロペスからメジャー初安打初本塁打を放った。この年メジャーでは16試合に出場して打率.179、2本塁打、4打点を記録した。
2020年はメジャーでの出場は無かった。

### ロッキーズ退団後～カブス傘下時代
2022年11月9日にウェイバー公示を経てサンフランシスコ・ジャイアンツへ移籍したが、15日にDFA、18日にFAとなった。翌2023年1月2日にシカゴ・カブスとマイナー契約を結び、3日後の5日に傘下AAA級アイオワ・カブスに配属された。

## 詳細情報

### 年度別打撃成績
| 年 度    | 球 団    | 試 合 | 打 席 | 打 数 | 得 点 | 安 打 | 二 塁 打 | 三 塁 打 | 本 塁 打 | 塁 打 | 打 点 | 盗 塁 | 盗 塁 死 | 犠 打 | 犠 飛 | 四 球 | 敬 遠 | 死 球 | 三 振 | 併 殺 打 | 打 率 | 出 塁 率 | 長 打 率 | O P S |
| -------- | -------- | ----- | ----- | ----- | ----- | ----- | -------- | -------- | -------- | ----- | ----- | ----- | -------- | ----- | ----- | ----- | ----- | ----- | ----- | -------- | ----- | -------- | -------- | ----- |
| 2019     | COL      | 16    | 43    | 39    | 4     | 7     | 3        | 0        | 2        | 16    | 4     | 0     | 0        | 0     | 1     | 3     | 0     | 0     | 17    | 0        | .179  | .233     | .410     | .643  |
| 2021     | COL      | 81    | 263   | 228   | 31    | 43    | 12       | 3        | 10       | 91    | 33    | 0     | 0        | 0     | 1     | 34    | 4     | 0     | 91    | 0        | .189  | .293     | .399     | .692  |
| 2022     | COL      | 14    | 41    | 33    | 3     | 4     | 1        | 0        | 0        | 5     | 2     | 0     | 0        | 0     | 2     | 6     | 0     | 0     | 10    | 0        | .121  | .244     | .152     | .396  |
| MLB：3年 | MLB：3年 | 111   | 347   | 300   | 38    | 54    | 16       | 3        | 12       | 112   | 39    | 0     | 0        | 0     | 4     | 43    | 4     | 0     | 118   | 0        | .180  | .280     | .373     | .653  |

- 2022年度シーズン終了時

### 年度別守備成績
捕手守備
| 年 度 | 球 団 | 捕手（C） | 捕手（C） | 捕手（C） | 捕手（C） | 捕手（C） | 捕手（C） | 捕手（C） | 捕手（C） | 捕手（C） | 捕手（C） | 捕手（C） |
| 年 度 | 球 団 | 試 合     | 刺 殺     | 補 殺     | 失 策     | 併 殺     | 守 備 率  | 捕 逸     | 企 図 数  | 許 盗 塁  | 盗 塁 刺  | 阻 止 率  |
| ----- | ----- | --------- | --------- | --------- | --------- | --------- | --------- | --------- | --------- | --------- | --------- | --------- |
| 2019  | COL   | 14        | 82        | 7         | 0         | 1         | 1.000     | 2         | 9         | 8         | 1         | .111      |
| 2021  | COL   | 77        | 581       | 28        | 3         | 2         | .995      | 6         | 54        | 43        | 11        | .204      |
| MLB   | MLB   | 91        | 663       | 35        | 3         | 3         | .996      | 8         | 63        | 51        | 12        | .191      |

一塁守備
| 年 度 | 球 団 | 一塁（1B） | 一塁（1B） | 一塁（1B） | 一塁（1B） | 一塁（1B） | 一塁（1B） |
| 年 度 | 球 団 | 試 合      | 刺 殺      | 補 殺      | 失 策      | 併 殺      | 守 備 率   |
| ----- | ----- | ---------- | ---------- | ---------- | ---------- | ---------- | ---------- |
| 2021  | COL   | 1          | 0          | 0          | 0          | 0          | ----       |
| MLB   | MLB   | 1          | 0          | 0          | 0          | 0          | ----       |

- 2021年度シーズン終了時

### 背番号
- 58（2019年）
- 3（2021年 - 2022年）